# Cantón de Saint-Rambert-en-Bugey
El cantón de Saint-Rambert-en-Bugey (en francés canton de Saint-Rambert-en-Bugey) era una división administrativa francesa del departamento de Ain, en la región de Ródano-Alpes.

## Composición
El cantón estaba formado por doce comunas:
- Arandas
- Argis
- Chaley
- Cleyzieu
- Conand
- Évosges
- Hostiaz
- Nivollet-Montgriffon
- Oncieu
- Saint-Rambert-en-Bugey
- Tenay
- Torcieu

## Supresión del cantón
En aplicación del decreto n.º 2014-147 del 13 de febrero de 2014, el cantón de Saint-Rambert-en-Bugey fue suprimido el 1 de abril de 2015 y sus 12 comunas pasaron a formar parte; ocho del cantón de Ambérieu-en-Bugey y cuatro del cantón de Hauteville-Lompnes.